# Roncus golijae
Roncus golijae är en spindeldjursart som beskrevs av Bozidar P.M. Curcic 1997. Roncus golijae ingår i släktet Roncus och familjen helplåtklokrypare. Inga underarter finns listade i Catalogue of Life.